# حق‌یافته
حَق‌یافته یا تَتاگَتَه (به سانسکریت و پالی: तथागत، به چینی: 如來، تلفظ: رو لائی) عنوانی است که بودا برای اشاره به خود و دیگر بوداشدگان به‌کار می‌برد.
در سنت بودایی گفته می‌شود که تتاتا (دیدن واقعیت به آن‌گونه که در اصل  هست) را فقط می‌توان تجربه کرد، نه اینکه با کلمات بیان شود. کسی که واقعیت را به این شکل تجربه می‌کند، یعنی آن‌گونه که هست، از دیدگاه بودایی بر تمام شناخت‌های نادرست غلبه کرده است. بودا این را در مورد خودش ادعا کرد و به همین دلیل خود را تتاگتهTathāgata نامید که معنی تحت‌اللفظی آن «آن‌گونه‌گی‌آمده» و معنی آن «به [درکِ] آن‌گونه‌گی رسیده» یا به عبارتی «حق‌یافته» است. در نوشته‌های پالی به نام سه‌سبد (تری‌پیتاکه)، بودا شاکیامونی به خود تحت این عنوان اشاره کرده‌است.
در دین بودا، به افرادی که از دید بودائیان به بیداری کامل رسیده و از رنج دنیا آزاد شده و از چرخه باززایش رهایی یافته‌اند حق‌یافته (تتاگته) گفته می‌شود.
در کتاب دماپاده ذکر شده که حق‌یافتگان از حالت حق‌یافتگی می‌گذرند ولی اثری از عبور خود به‌جا نمی‌گذارند مانند عبور پرندگان در آسمان و ماهیان در آب.
بعدها در بوداگرایی مهایانه، واژهٔ تتاگته به معنی بوداشوندگی نیز به کار رفت. منظور از بوداشَوَندگی، قابلیت به‌بیداری‌رسیدن در سرشت تمام انسان‌ها است.